# 波特斯內克 (北卡羅萊納州)
波特斯內克（英語：Porters Neck）是位於美國北卡羅萊納州新漢諾威縣的普查規定居民點。

## 人口
根據2020年美國人口普查的數據，波特斯內克的面積為14.98平方千米，當中陸地面積為14.01平方千米，而水域面積為0.97平方千米。當地共有人口7397人，而人口密度為每平方千米493.79人。